# Cansu Çetin
Cansu Çetin (Ankara, 26 maggio 1993) è una pallavolista turca, libero del Fenerbahçe.

## Carriera

### Club
Cansu Çetin inizia a giocare a pallavolo nel 2006 con il Çankaya, squadra della sua città natale, Ankara. Dal 2008 e fino al 2010 milita nell'İlbank, per poi passare una stagione nelle giovanili dell'Eczacıbaşı. Si trasferisce al Sarıyer con cui vince la Voleybol 2. Ligi 2011-12, seconda divisione turca, ottenendo la promozione alla Voleybol 1. Ligi 2012-13 e la permanenza in massima divisione la stagione successiva.
Per la stagione 2014-15 si impegna con il Beşiktaş, che retrocede in seconda divisione al termine del campionato. Si lega quindi al VakıfBank nella stagione seguente con cui vince lo scudetto, la Champions League e il campionato mondiale per club.
Nell campionato 2017-18 si accasa nel Galatasaray, dove resta per un triennio, approdando al Fenerbahçe nella stagione 2020-21: durante la militanza nel club giallo-blu cambia ruolo da schiacciatrice a libero e si aggiudica una Supercoppa turca, due scudetti e una Coppa di Turchia.

### Nazionale
Nel 2013 fa il suo debutto internazionale con la nazionale turca, con cui ottiene il primo posto all'European League 2014.

## Palmarès

### Club
- Campionato turco: 3

2015-16, 2022-23, 2023-24
- Coppa di Turchia: 1

2023-24
- Supercoppa turca: 1

2022
- Champions League: 1

2016-17
- Campionato mondiale per club: 1

2017

### Nazionale (competizioni minori)
- European League 2014